# Jan Mitręga
Jan Karol Mitręga (ur. 21 kwietnia 1917 w Michałkowicach, zm. 8 listopada 2007 w Katowicach) – polski polityk komunistyczny, minister górnictwa i energetyki w latach 1959–1974, wiceprezes Rady Ministrów w latach 1970–1975. Ambasador PRL w Czechosłowacji od 1975 do 1982. Poseł na Sejm PRL III, IV, V i VI kadencji. Budowniczy Polski Ludowej.

## Życiorys

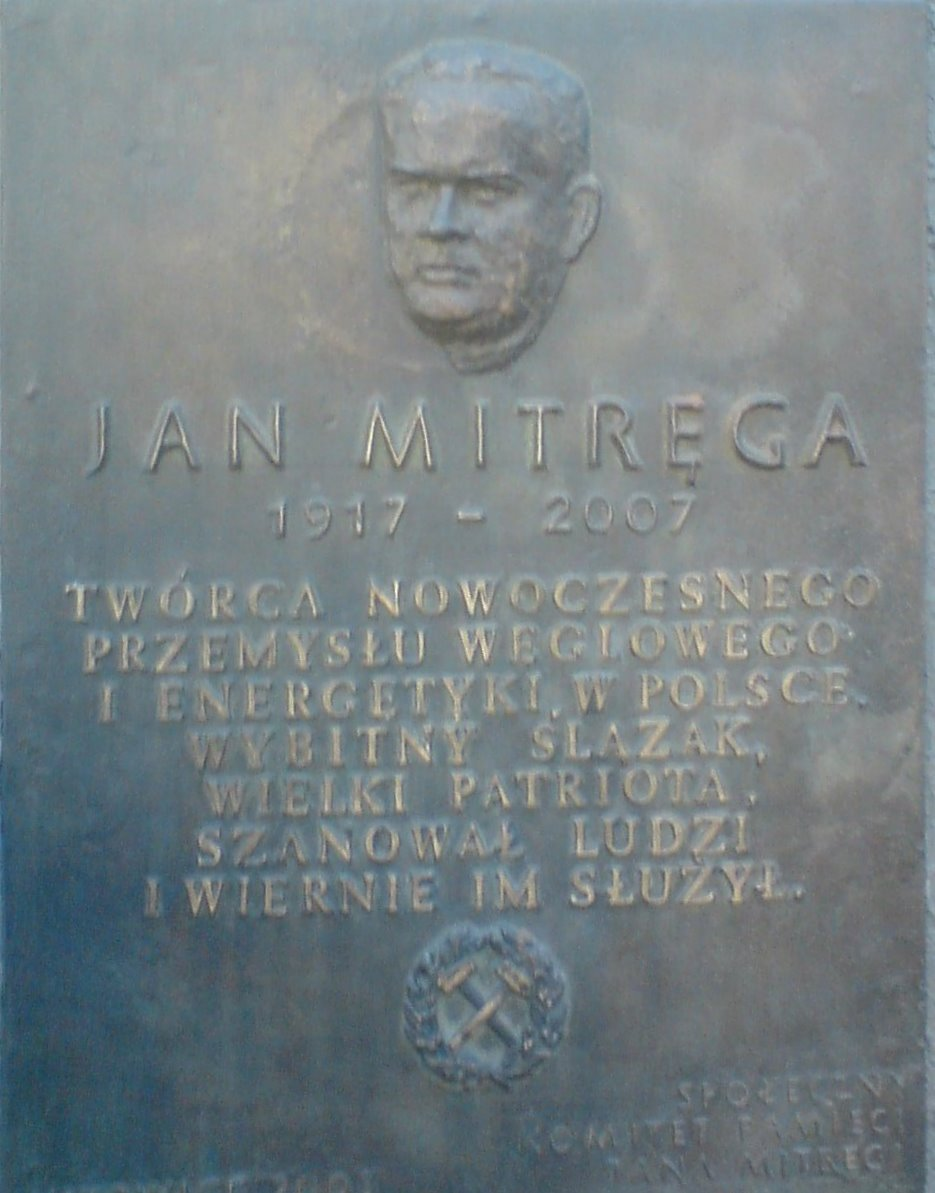
Tablica pamięci Jana Mitręgi w Katowicach

Urodzony w polskiej rodzinie o tradycjach powstańczych i narodowych, był synem Karola i Marii. W 1935 wstąpił do Związku Młodzieży Socjalistycznej, a w 1936 do Komunistycznego Związku Młodzieży Polski. Od 1937 pracował w kopalni węgla kamiennego „Michał” w Michałkowicach, brał udział w obronie tejże kopalni. W czasie II wojny światowej był współorganizatorem akcji strajkowej wymierzonej w politykę Niemiec, sprzeciwiającej się 10-godzinnemu systemowi pracy. W 1945 stanął na czele konspiracyjnej Rady Zakładowej, czuwającej nad tym, by Niemcy nie zniszczyli zakładu pracy podczas swojej ewakuacji. W latach 1947–1952 był szefem Rady Zakładowej KWK Michał. W 1952 ukończył Akademię Górniczo-Hutniczą w Krakowie. W latach 1945–1970 był członkiem Zarządu Głównego Związku Zawodowego Górników, a w latach 1955–1975 prezesem Zarządu Głównego Stowarzyszenia Inżynierów i Techników Górnictwa.
Od stycznia 1945 należał do Polskiej Partii Robotniczej, z którą w grudniu 1948 przystąpił do Polskiej Zjednoczonej Partii Robotniczej. W latach 1946–1949 był instruktorem i zastępcą kierownika Wydziału Ekonomicznego Komitetu Wojewódzkiego partii w Katowicach, a od 1950 do 1952 kierownikiem Wydziału Węglowego KW PZPR. W czerwcu 1952 został powołany do pracy jako podsekretarz stanu w Ministerstwie Górnictwa i Energetyki. W tym czasie powołał Międzyresortową Komisję Węgla Kamiennego. W lipcu 1959 awansował na urząd ministra tego resortu, który pełnił do września 1974. W latach 1961–1975 był członkiem Komitetu Centralnego PZPR, a w latach 1962–1975 posłem na Sejm PRL III, IV, V i VI kadencji. W latach 1975–1981 pełnił funkcję ambasadora PRL w Czechosłowacji.
Od 1935 był członkiem (seniorem) Związku Harcerstwa Polskiego. Doktor honoris causa Akademii Ekonomicznej w Katowicach (1972). W latach 1988–2006 był szefem Fundacji Nagród i Wyróżnień im. Bohaterów Wieży Spadochronowej, która wspiera działania biednej młodzieży. Działał w katowickim kole Związku Kombatantów RP i Byłych Więźniów Politycznych. Był uważany za człowieka Władysława Gomułki, którego uważał za największego polskiego patriotę po 1945. Wspierał działania generała Mieczysława Moczara na Górnym Śląsku. Teksty Jana Mitręgi zamieszczał lewicowo-narodowy „Tygodnik Ojczyzna”.
W 2007 obchodzono jubileusz 90. lat Jana Mitręgi, otrzymał on z rąk prezydenta Siemianowic Śląskich Jacka Guzego przyznany mu przez Radę Miasta tytuł Honorowego Obywatela Siemianowic Śląskich. 7 listopada 2007 źle się poczuł i trafił do szpitala, gdzie zmarł następnego dnia w godzinach porannych; przyczyną śmierci był wylew. 14 listopada 2007 został pochowany na cmentarzu przy ul. Francuskiej w Katowicach.

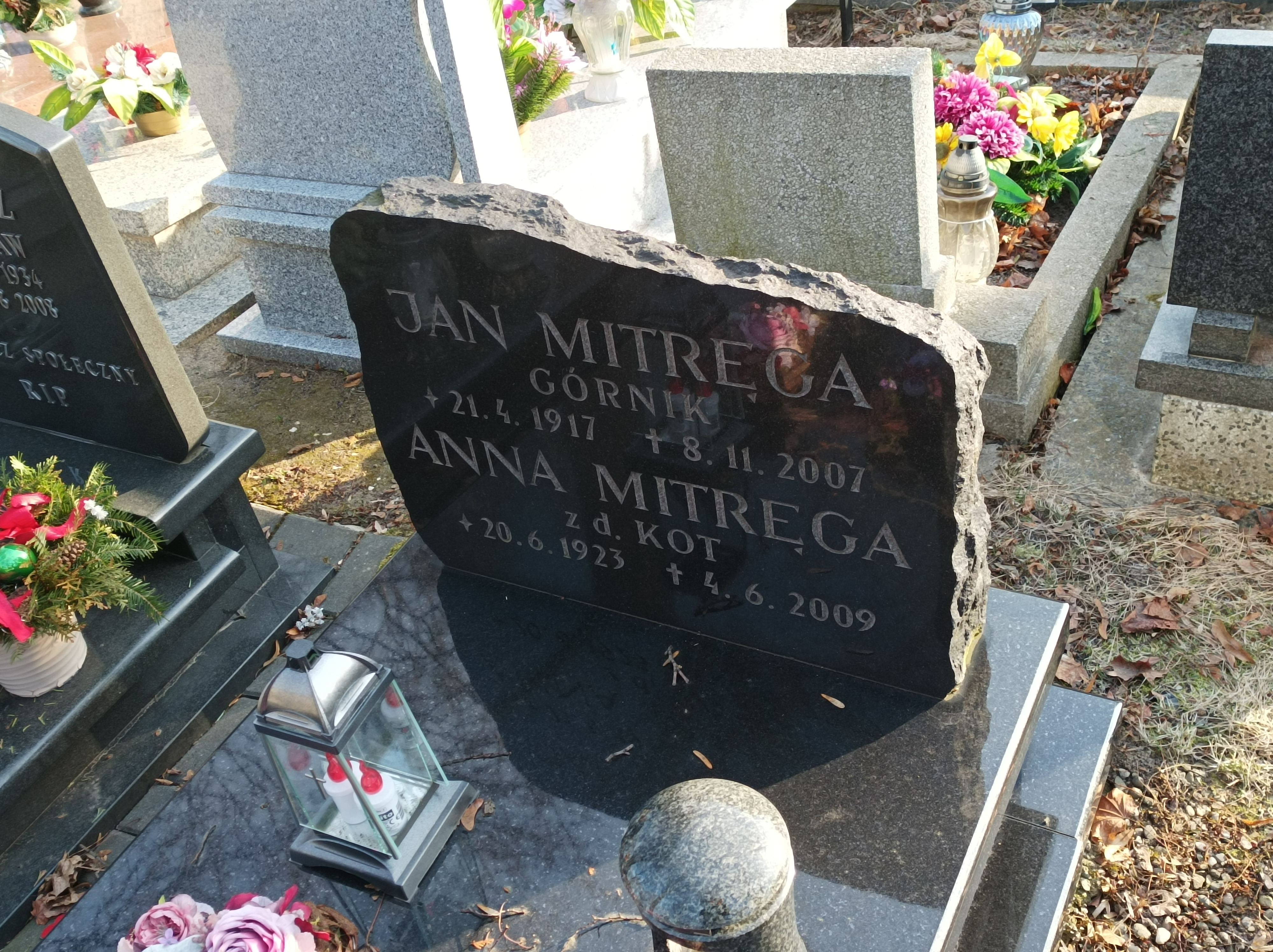
Grób Jana Mitręgi na cmentarzu przy ul. Francuskiej w Katowicach

Miał żonę Annę.

## Odznaczenia
- Order Budowniczych Polski Ludowej (1971)[3]
- Order Sztandaru Pracy I klasy – dwukrotnie (1959[4] i 1964[5])
- Krzyż Komandorski z Gwiazdą Orderu Odrodzenia Polski (1997)[6]
- Krzyż Komandorski Orderu Odrodzenia Polski
- Krzyż Oficerski Orderu Odrodzenia Polski
- Złoty Krzyż Zasługi
- Srebrny Krzyż Zasługi
- Medal 30-lecia Polski Ludowej (1974)[7]
- Złoty Medal „Za zasługi dla obronności kraju” (1973)[8]
- Medal im. Ludwika Waryńskiego (1987)[9]
- Medal za Długoletnie Pożycie Małżeńskie (1997)[10]
- Odznaka tytułu honorowego „Zasłużony Górnik PRL”
- Odznaka „Zasłużony Działacz Kultury Fizycznej” (1966)[11]
- Odznaka „Zasłużony Działacz Turystyki” (1969)[12]
- Złote Odznaczenie im. Janka Krasickiego (1960)[13]
- Odznaka honorowa „Zasłużony dla Warmii i Mazur” (1966)[14]
- Odznaka honorowa „Za zasługi w rozwoju województwa koszalińskiego” (1968)[15]
- Odznaka „Za zasługi dla Kielecczyzny” (1971)[16]
- Złota odznaka „Za Zasługi dla Ziemi Krakowskiej” (1971)[17]
- Odznaka 1000-lecia Państwa Polskiego (1966)[18]
- Order Lwa Białego (Czechosłowacja)
- Złoty Medal „Za zasługi w rozwoju przyjaźni i współpracy z CSRS” (Czechosłowacja, 1971)[19]